# Maison octogonale (Watertown, Wisconsin)
La Maison octogonale de Watertown (Wisconsin), a été construite en 1854 et inscrite au registre national des lieux historiques en 1971.  C'est l'une des nombreuses maisons octogonales construites aux États-Unis au milieu du XIXe siècle. En 1950, l'architecte Rexford Newcomb écrivait : « … la maison octogonale la mieux dessinée du pays est probablement la Maison John Richards à Watertown, Wisconsin… ».

## Histoire

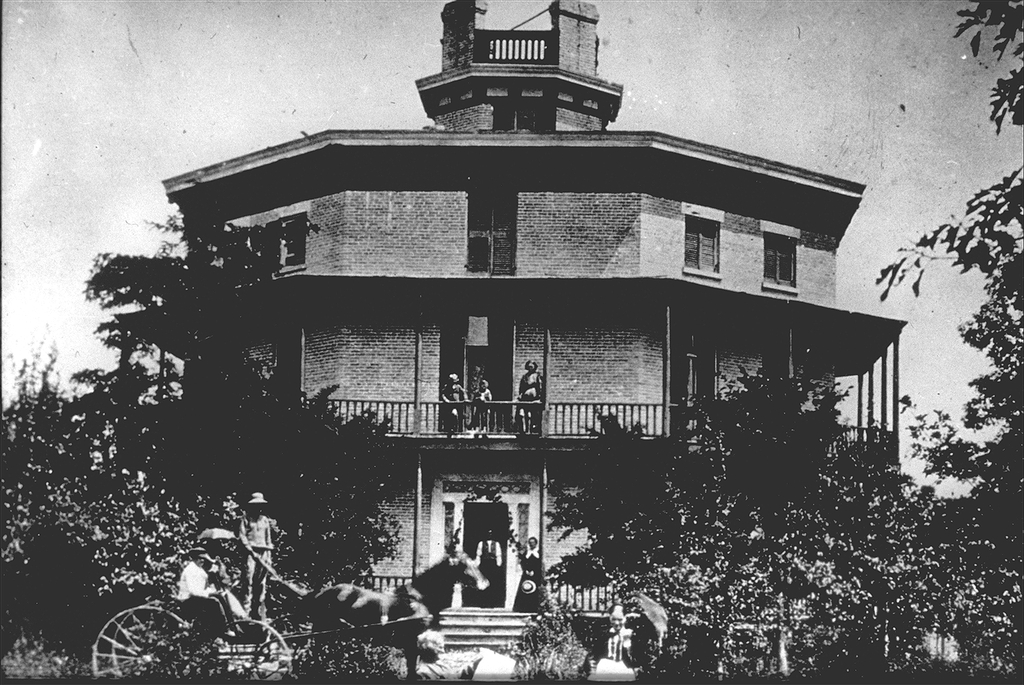
La maison octogonale de Watertown en 1933.

La maison a été conçue et construite par John Richards, un avocat pionnier de Watertown, propriétaire d'une usine ; sa construction a été achevée en 1854. Elle était encore dans la famille Richards à la mort de son petit-fils William Thomas en 1935. La famille a offert de vendre la maison à la ville (à ce que l'on dit, pour 1$) mais elle a été vendue à la Société historique de Watertown (fondée en 1933) et ouverte au public en 1938,. La maison est toujours un musée ouvert au public.
La maison est construite en brique et mesure 50 pieds (15,24 m) de large, sans compter les balcons. Elle a deux étages, avec huit pièces carrées à chaque niveau et des pièces triangulaires dans les coins, soit un total de 32 pièces en comptant la coupole. Les porches ou vérandas tout autour de la maison sont construits en bois. Ils font partie de la conception originale, mais en 1924 ils étaient si pourris qu'ils en devenaient dangereux et que la fille de Richards les a fait démonter. Pendant de nombreuses années, les visiteurs ne pouvaient imaginer la maison avec ses porches qu'en se référant à une maquette de la maison, qui se trouve sur la pelouse à côté d'elle. Les porches ont été reconstruits en 1978 pour 50 000 dollars. En 2006, ils étaient à nouveau dans un état dangereux et un don anonyme a permis de les restaurer une nouvelle fois.
À l'intérieur de la maison, au centre, un escalier en colimaçon suspendu relie les étages. Sa rampe et ses fuseaux sont en bois de cerisiers venant de la propriété de Richards. L'escalier est construit entre les quatre conduits de cheminée, qui dépassent de la coupole. Richards a également construit un système de climatisation passive dans la maison, avec des prises d'air sous les avant-toit, des conduits dans les murs de briques et des sorties dans les pièces principales. Le toit, en forme d'entonnoir, servait à la récupération de l'eau de pluie dans un réservoir au deuxième étage, qui alimentait des robinets à quelques endroits de la maison. La cuisine était au sous-sol, avec un four hollandais assez grand pour contenir 24 miches de pain. Un monte-plats transportait la nourriture de la cuisine à la salle à manger.
Richards est arrivé dans le Wisconsin en 1836 et a exploité une minoterie de l'autre côté de la rivière Rock par rapport à cette maison. Il a ensuite été nommé premier procureur de district du comté de Jefferson, et a été élu juge de paix et premier maire de Watertown. En 1840, il est allé chercher sa femme Eliza Forbes au Massachusetts, promettant de lui construire la plus belle maison de la meilleure ville du territoire du Wisconsin.
La maison est située dans le quartier historique résidentiel de Richards Hill (en).

## Galerie

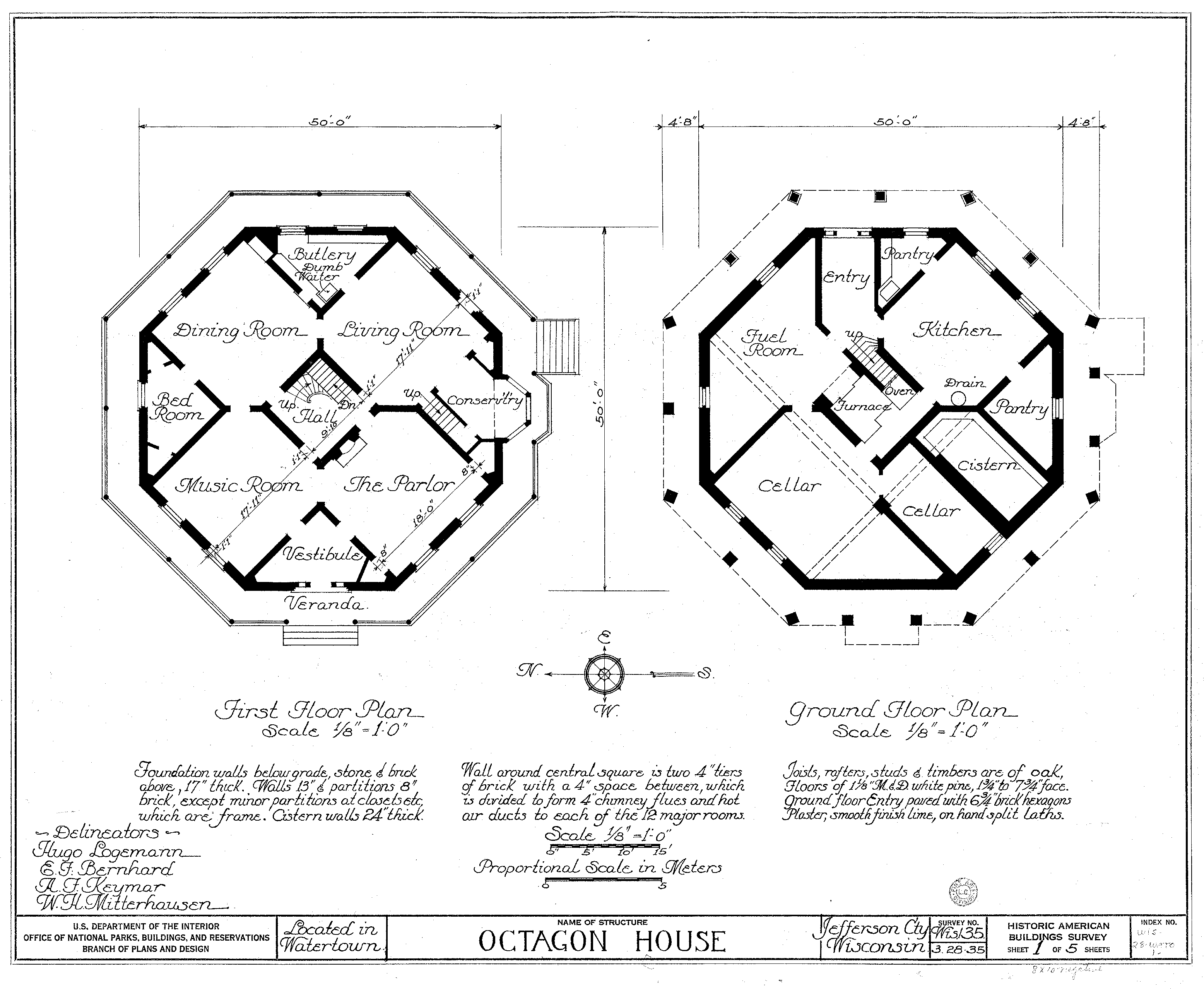
Plans du rez-de-chaussée et du sous-sol.
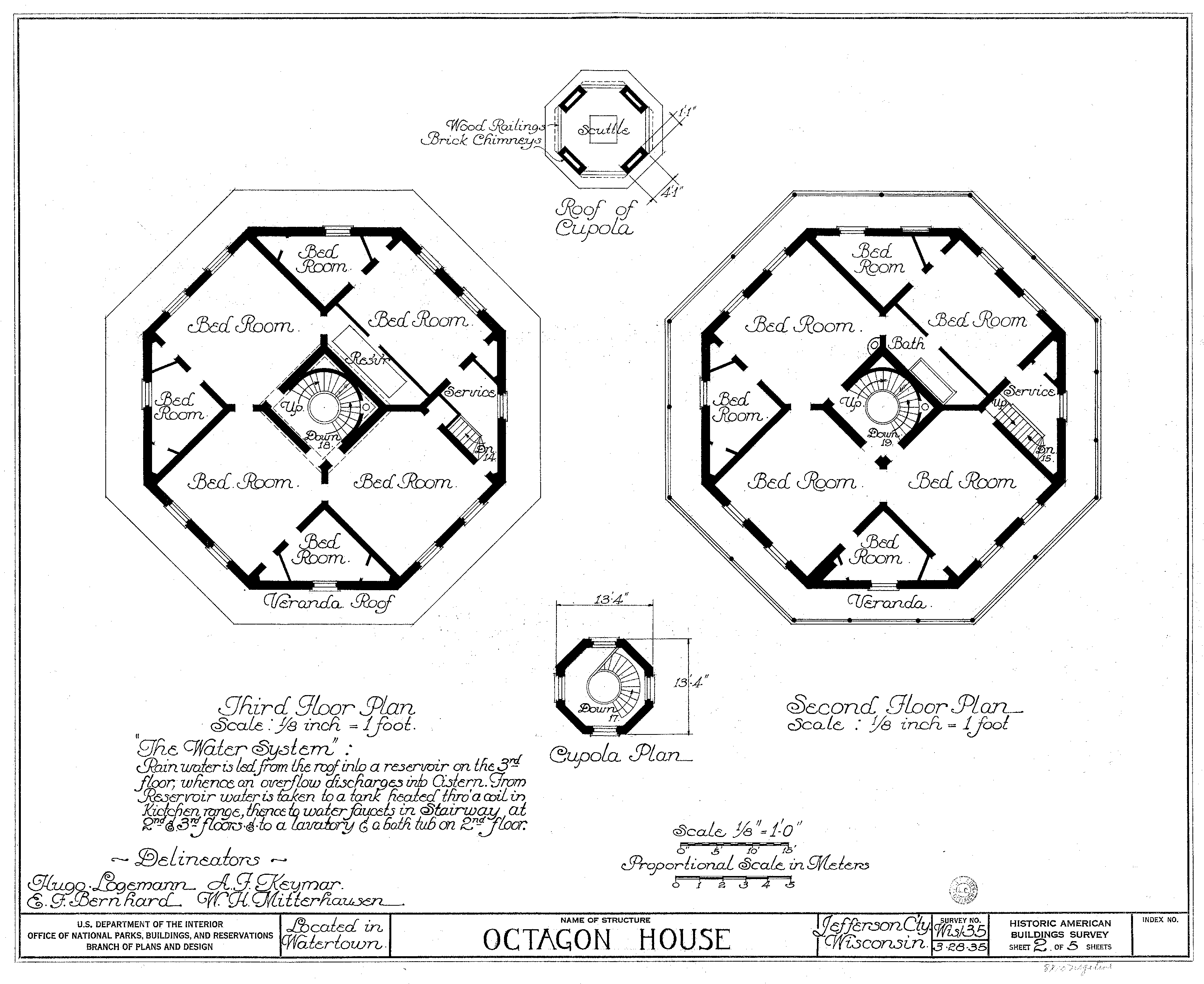
Plans des 2 étages et de la coupole.
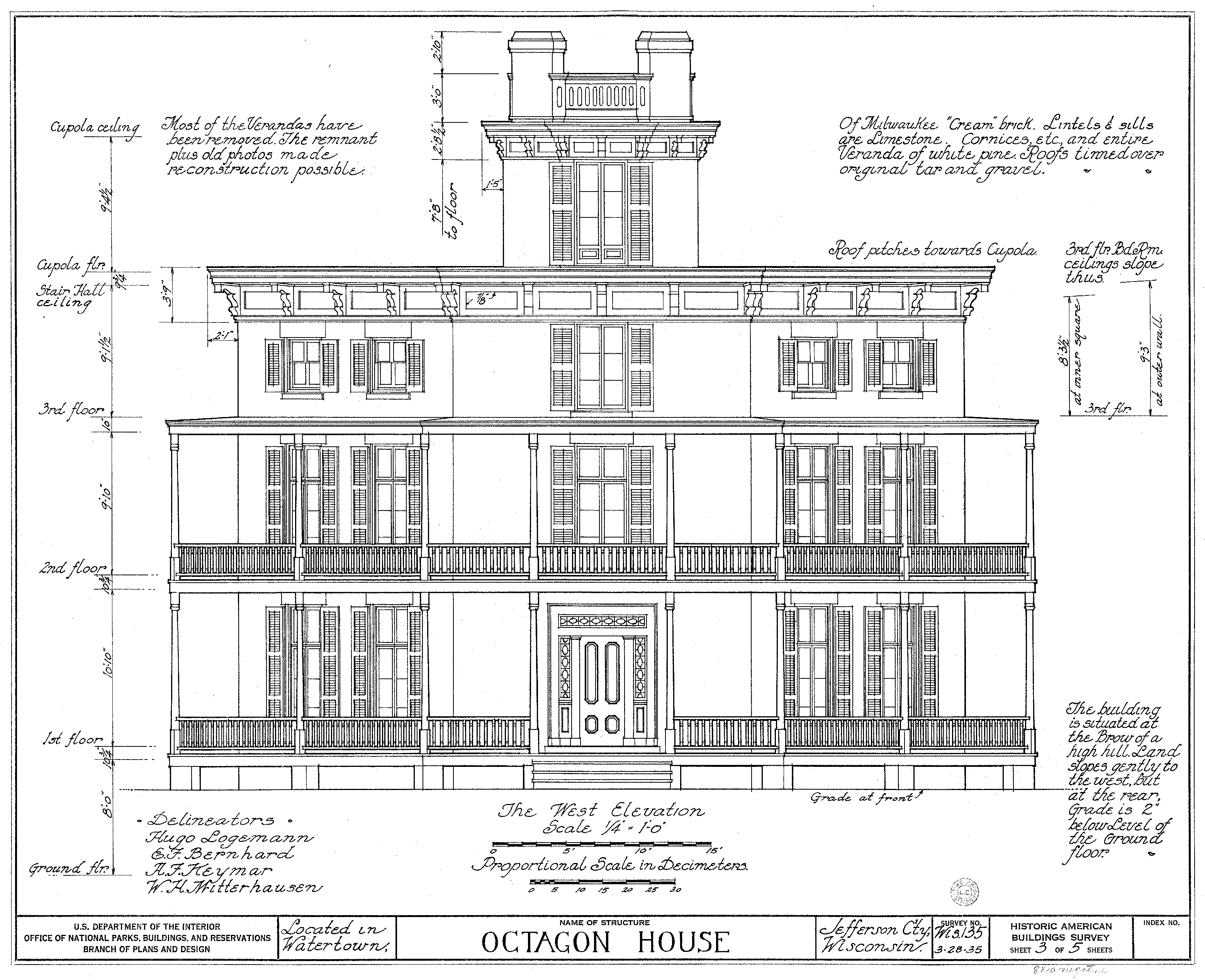
Élévation.
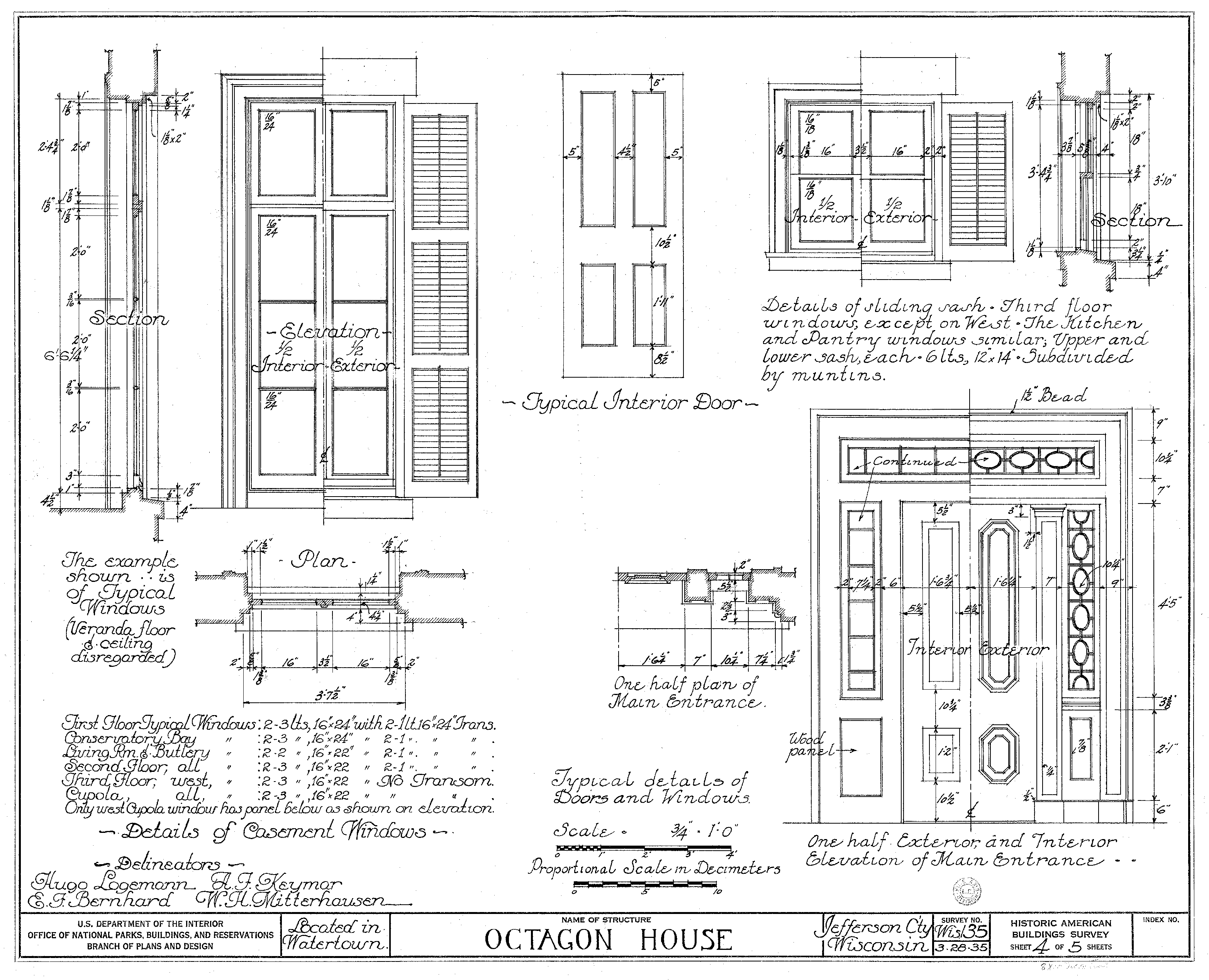
Détails des huisseries.
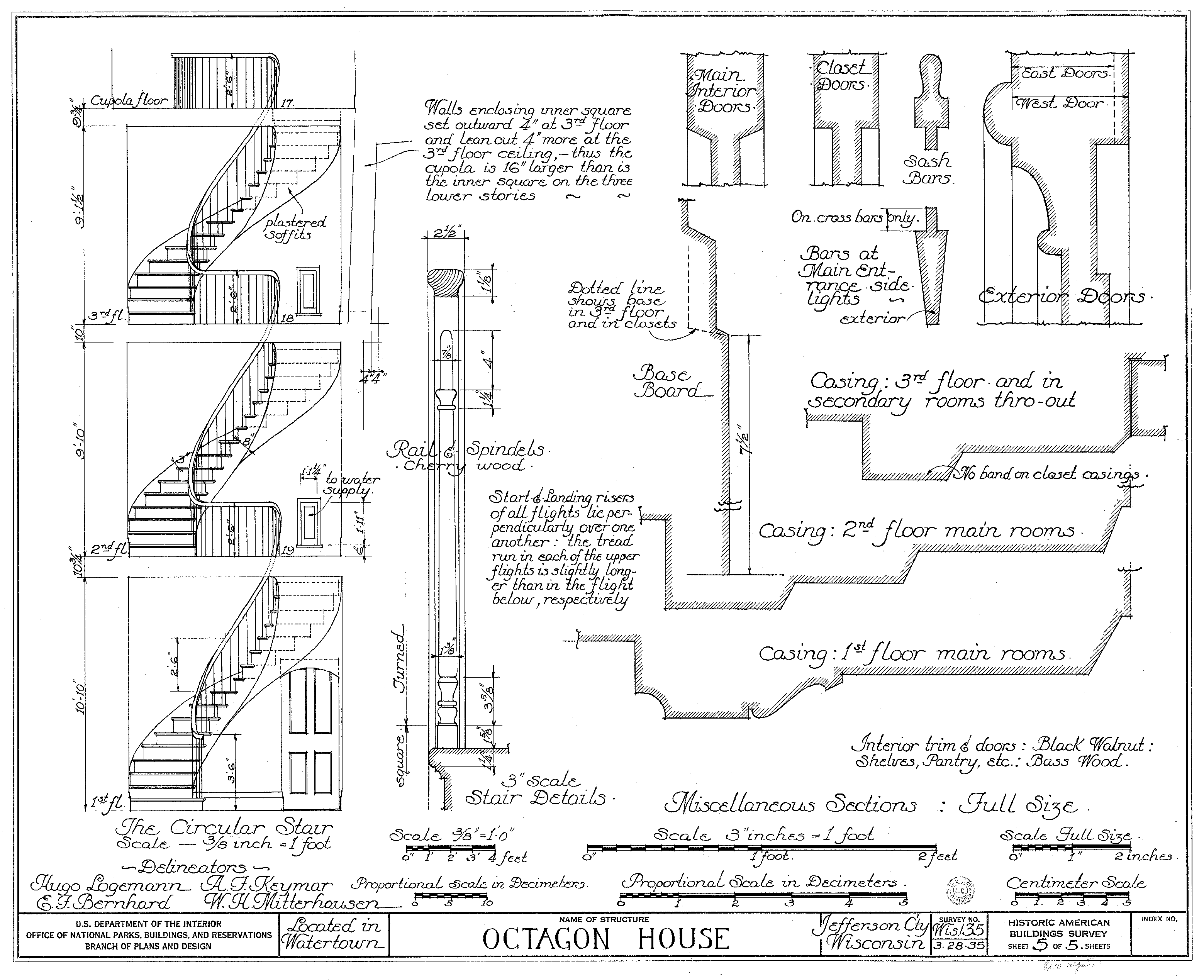
Élévation de l'escalier et autres détails.
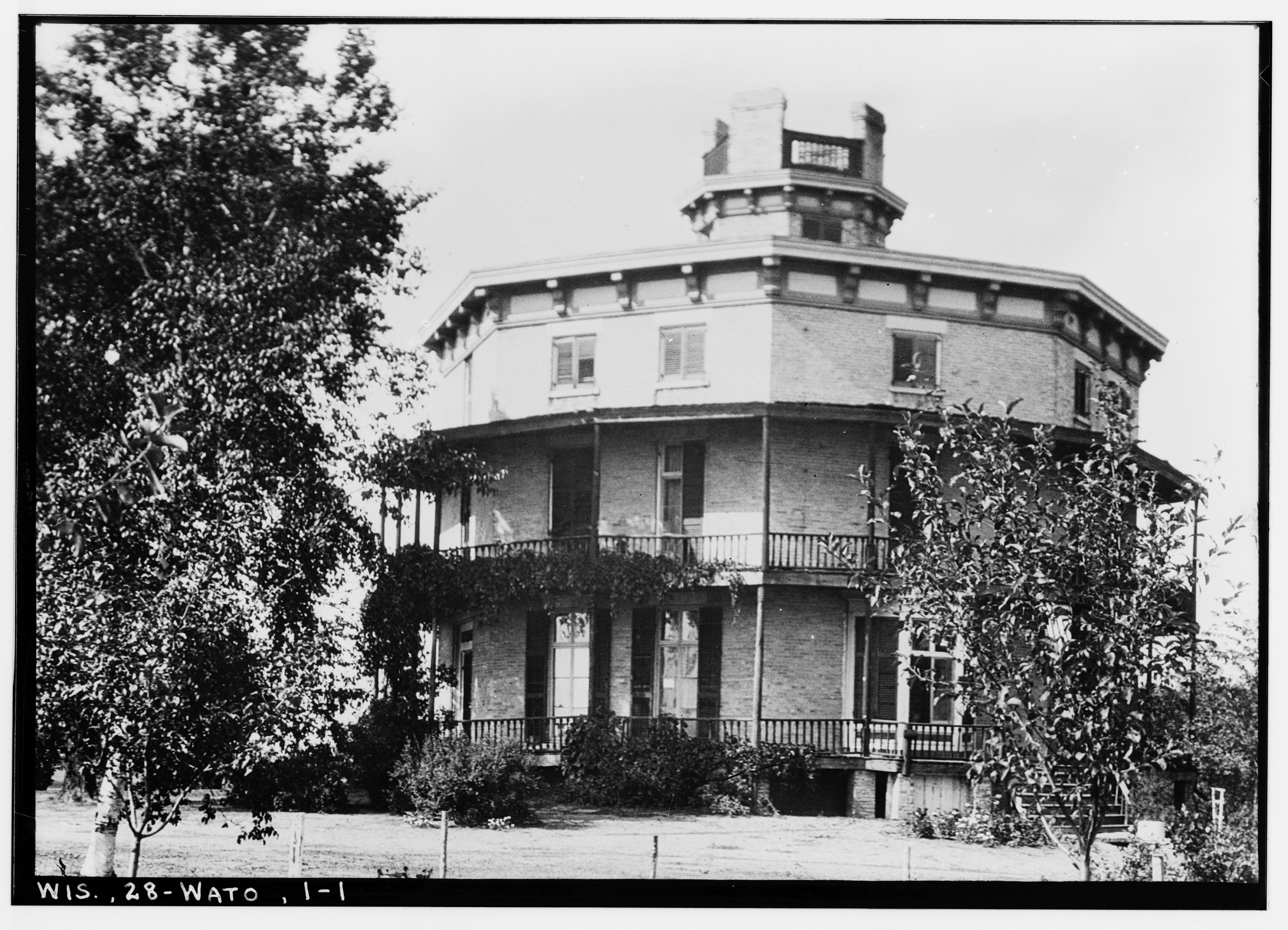
Photo de la maison (après 1933).